# Cours moyen 2e année
« CM2 » redirige ici. Pour les autres significations, voir CM2 (homonymie).
Pour des articles plus généraux, voir Système éducatif en France et École primaire en France.
 (mai 2021).
Dans le système éducatif français, le cours moyen 2e année (CM2), ou deuxième année du cycle 3, est la dernière année de l'école primaire. Les enfants y accèdent au mois de septembre de l'année lors de laquelle ils atteignent l'âge de dix ans. L'âge typique des élèves durant cette année scolaire est donc de 10 à 11 ans.
Il existe également des classes adaptées : ULIS pour les élèves handicapés, UPE2A pour les élèves allophones.
La classe précédente est la classe de CM1, la classe suivante est la classe de 6e au collège.

## Histoire

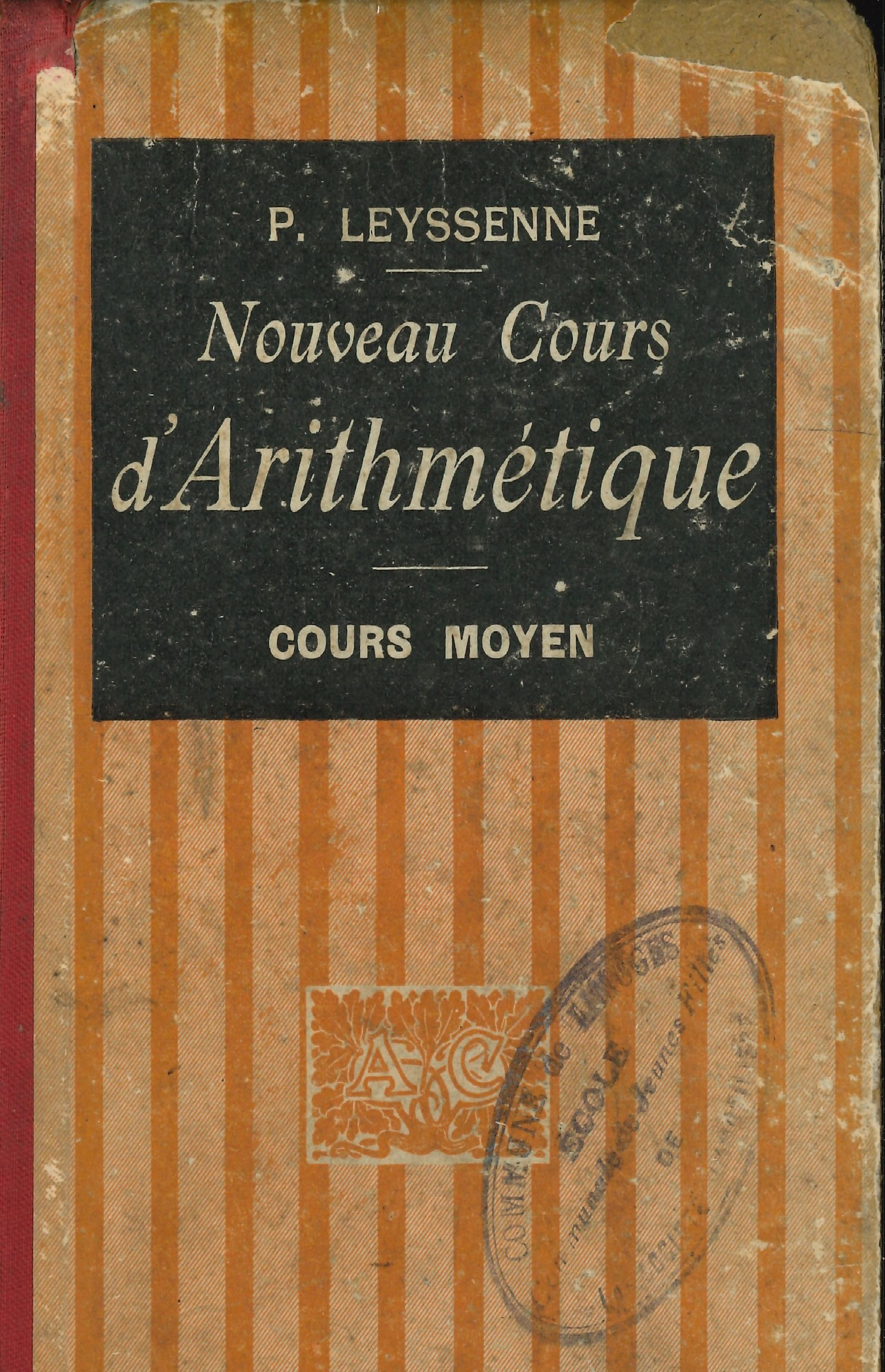
Manuel d'arithmétique de cours moyen datant de 1925.

## Programmes actuels

### Horaires et matières
Les élèves du CM2 bénéficient de vingt-six heures d'enseignement hebdomadaires. Ces horaires sont communs aux trois niveaux du cycle 3.
| Domaines                                          | Champs disciplinaires                  | Horaire minimum | Horaire maximum | Horaire du domaine |
| ------------------------------------------------- | -------------------------------------- | --------------- | --------------- | ------------------ |
| Langue française, éducation littéraire et humaine | Littérature (dire, lire, écrire)       | 3 h 30          | 4 h 30          | 12 heures          |
| Langue française, éducation littéraire et humaine | Étude de la langue (grammaire)         | 2 h 30          | 3 h 30          | 12 heures          |
| Langue française, éducation littéraire et humaine | Langue étrangère ou régionale          | 1 h 30          | 1 h 30          | 12 heures          |
| Langue française, éducation littéraire et humaine | Histoire et géographie                 | 3 heures        | 3 h 30          | 12 heures          |
| Langue française, éducation littéraire et humaine | Vie collective (débat réglé)           | 30 minutes      | 30 minutes      | 12 heures          |
| Éducation scientifique                            | Mathématiques                          | 5 heures        | 5 h 30          | 8 heures           |
| Éducation scientifique                            | Sciences expérimentales et technologie | 2 h 30          | 3 heures        | 8 heures           |
| Éducation artistique                              | Éducation musicale - Arts visuels      | 3 heures        | 3 heures        | 3 heures           |
| Éducation physique et sportive                    |                                        | 3 heures        | 3 heures        | 3 heures           |

### Domaines transversaux
- 13 heures réparties dans tous les champs disciplinaires (dont 2 heures quotidiennes pour les activités de lecture et d'écriture)
- 1 heure répartie dans tous les champs disciplinaires
- 30 minutes pour le débat hebdomadaire